# Tiobre
Tiobre (llamada oficialmente San Martiño de Tiobre) es una parroquia española del municipio de Betanzos, en la provincia de La Coruña, Galicia.

## Entidades de población
Entidades de población que forman parte de la parroquia:
- A Ponte Vella
- Betanzos-O-Vello (Betanzos o Vello)
- Braxe
- Caraña Dabaixo (Caraña de Abaixo)
- Caraña Darriba (Caraña de Arriba)
- Caraña do Medio
- Gas
- Lanza
- O Barral
- San Paio
- Touriñao Dabaixo (Touriñao de Abaixo)
- Touriñao Darriba (Touriñao de Arriba)
- Veiga
- Xerpe (A Xerpe)

## Demografía
| Gráfica de evolución demográfica de Tiobre entre 2000 y 2018 |
|                                                              |
| Datos según el nomenclátor publicado por el INE.             |